# 抽将
抽将（ちゅうしょう、拼音: chōujiāng  チォゥヂィァン）は、シャンチー（中国象棋）の用語の1つである。駒を1つ動かすことで、同時に王手（将軍）と大駒（車、馬、炮など）を取ることができる状況を指す。抽将をかけられると、一方は必ず将帥に対する王手を回避しなければならないため、大駒を守れないことが多く、大きく不利な局面に陥ってしまう。
例えば右図では、紅が炮を中央に移動すると、相手の将に王手がかかると同時に相手の車取りにもなる。これを同時に受ける方法はないため、将が王手を回避すると車が取られてしまう。

## 関連用語
将軍抽車
日本将棋の王手飛車取りに相当する。「将軍」は王手の意味。